# أس (صحيفة)
صحيفة الأس (بالإسبانية: Diario AS)‏ هي صحيفة رياضية إسبانية تأسست عام 1967 في مدريد إسبانيا.
تصدر الصحيفة يومياً، وتعتبر من الصحف الواسعة الانتشار في البلاد، حيث يبلغ توزيعها 210 آلاف نسخة. وتهتم الصحيفة بأخبار نادي ريال مدريد وأتليتيكو مدريد على غرار منافستها صحيفة الماركا.
تعتبر الصحيفة من أشهر أربعة صحف تختص بالرياضة في إسبانيا بجوار صحيفة الماركا التي تصدر من مدريد أيضا، وصحيفتي إل موندو ديبورتيفو وسبورت الصادرتان من مدينة برشلونة.